# Josephine Butlerová
Josephine Elizabeth Butlerová rozená Greyová, (nepřechýleně Butler, Grey; 13. dubna 1828, Glendale, Northumberland, – 30. prosince 1906, Wooler, Northumberland) byla britská anglikánská aktivistka, feministka, sociální reformátorka a bojovnice proti vykořisťování žen. Soustředila se na pomoc chudým ženám a prostitutkám a boj proti dvojímu metru viktoriánské sexuální morálky. Byla iniciátorkou a hlavní vůdkyní kampaní, které vedly ke zrušení „Contagious Diseases Acts“ a (v rámci boje proti zneužívání dětí a dětské prostituci) ke zvýšení věku způsobilosti k pohlavnímu styku z 13 na 16 let.